# Мио де Мелито, Андре-Франсуа
Андре-Франсуа Мио де Мелито (1762—1841) — французский администратор.
Во время последнего периода деятельности конвента, с 21 ноября 1794 года по 19 февраля 1795 года заведовал иностранными делами, потом был посланником во Флоренции, Риме и Турине, комиссаром в Корсике, членом трибуната, затем государственного совета, министром внутренних дел при Жозефе Бонапарте в Неаполе и в Испании.
Мио оставил мемуары, напечатанные в 1858 г. под заглавием «Mémoires sur le consulat, l’Empire et le roi Joseph». Брат его, Жак, участвовавший в итальянских походах Бонапарта и в Египетской экспедиции, напечатал: «Mémoires pour servir a l’histoire des expédetions en Egypte et en Syrie» (1804).